# Orchestre de Temple Square
L’Orchestre de Temple Square a été créé en 1999 sous la direction de Gordon B. Hinckley, Président de l’Église de Jésus-Christ des saints des derniers jours dans le cadre des initiatives permanentes de création visant à renforcer et étendre la capacité des organisations musicales de l'Église. Il est dirigé par Igor Gruppman, chef d'orchestre.

## Historique
Pendant très longtemps, le Chœur du Tabernacle mormon a été accompagné par des groupes instrumentaux de renommée tels que l'Orchestre de Philadelphie et de l'Utah Symphony. Mais en 1999, une nouvelle étape a été la création d'un orchestre composé de bénévoles permettant d'améliorer la qualité des performances du Chœur du Tabernacle avec, en plus de proposer des musiciens instrumentaux, la possibilité de servir en tant que musicien missionnaire. 
L'Orchestre a sa propre saison de concerts et exécute les standards classiques tels que la symphonie (inachevée) n°8 de Schubert, la symphonie n°40 de Mozart, ainsi que son concerto pour violon en sol majeur, la symphonie n°8 de Dvorak, le concerto pour piano n°4 de Beethoven, ainsi que des œuvres de Tchaïkovski, Borodine, Verdi, Barber et Vaughan Williams. 
Simultanément l'Orchestre accompagne le Chœur du Tabernacle mormon lors de la diffusion hebdomadaire de Music and the Spoken Word (radio et télévision) et a joué lors de plusieurs projets d'enregistrement avec le Chœur pour la marque Telarc. 
En outre, l'orchestre accompagne la Chorale de Temple Square dans ses concerts semestriels et a fourni la musique pour diverses productions de l'Église tel que Savior of the World (Sauveur du monde). 